# Ernst Landsberg
Ernst Landsberg (født 12. oktober 1860 ved Aachen, død 29. september 1927 i Bonn) var en tysk retslærd.
Landsberg blev Dr. jur. 1879, privatdocent 1883 i Bonn, 1887 ekstraordinær, 1899 ordentlig professor sammesteds. Landsberg, der var elev af Stintzing, har særlig som litteraturhistoriker indlagt sig stor fortjeneste; hans fortsættelse af Stintzings Geschichte der Deutschen Rechtswissenschaft (3. afdeling, 1. halvbind med notebind 1892, 2. halvbind med notebind 1910) er et åndfuldt og grundlæggende arbejde. Foruden rets- og litteraturhistorien — Die Glosse des Accursius und ihre Lehre vom Eigenthum (1883), Zur Biographie von Christian Thomasius (1894), Der Geist der Gesetzgebung in Deutschland und Preussen 1888—1913 (1913), rektoratstalen Die Verdrängung des Rheinischen Fremdrechts (1914), Die Gutachten der rheinischen Immediat-Justiz-Kommission und der Kamp um die rheinische Rechts- und Gerichtsverfassung 1814—1819 (1914) og andre — har Landsberg behandlet straffe- og civilretten: Injuria und Beleidigung (1886), Das Furtum des bösgläubigen Besitzers (1888), Die sogenannten Kommissivdelikte durch Unterlassung (1890) og den omfattende lærebog Das Recht des bürgerlichen Gesetzbuches vom 18. August 1896 (I—II 1904). Landsberg, der også har været virksom som udgiver blandt andet af Theodor Muthers Johannes Urbach (1882) og Azos Quæstiones (1888), har tillige leveret en række fintskrevne biografier til Allgemeine Deutsche Biographie.